# 同窗的愛
《同窗的愛》（瑞典語：Fucking Åmål）是一部1998年的瑞典电影。导演是卢卡斯·穆迪森。
影片讲述了两个十几岁女孩的浪漫关系。影片在瑞典外的首映在1998年的戛纳电影节上。曾经是代表瑞典参加奥斯卡最佳外语片的候选之一，不过最后没有获得提名。影片歌曲由蘿蘋创作。
该片是卢卡斯·穆迪森的长片电影导演处女作。主演包括饰演Agnes的Rebecka Liljeberg和饰演Elin的Alexandra Dahlström。影片获得了非常积极的评价。赢得了1999年金甲虫奖（瑞典的官方电影奖）最佳电影、最佳女主角、最佳导演以及最佳剧本奖。国际奖项包括1999年柏林国际电影节泰迪熊奖最佳剧情片。

## 演员
- Alexandra Dahlström 饰演 Elin Olsson
- Rebecka Liljeberg 饰演 Agnes Ahlberg
- Erica Carlson 饰演 Jessica Olsson
- Mathias Rust 饰演 Johan Hulth
- Stefan Hörberg 饰演 Markus
- Josefine Nyberg 饰演 Viktoria
- Ralph Carlsson 饰演 Agnes' Father Olof
- Maria Hedborg 饰演 Agnes' Mother Karin
- Axel Widegren 饰演 Agnes' Little Brother Oskar
- Jill Ung 饰演 Elin's Mother Birgitta